# Хайнрих II Ройс-Хоф-Бургк
Хайнрих II Ройс-Хоф-Бургк (на немски: Heinrich II Reuss-Hof-Burgk; * 30 декември 1575 в Грайц; † 6 септември 1639 в Бургк) от фамилията Ройс (Ройс стара линия) е господар на Ройс-Унтерграйц-Хоф и Бургк на река Заале в Тюрингия (1608 – 1639).
Той е вторият син на Хайнрих II Ройс-Бургк (1543 – 1608) и съпругата му графиня Юдит фон Йотинген-Йотинген (1544 – 1600), дъщеря на граф Лудвиг XVI фон Йотинген-Йотинген-Харбург (1508 – 1569) и Маргарета фон дер Пфалц († 1560). Внук е на Хайнрих XIV Ройс цу Грайц-Кранихфелд (1506 – 1572) и Барбара фон Меч (1507 – 1580). Баща му Хайнрих II Ройс-Бургк се жени втори път 1601 г. за графиня Анна фон Мансфелд (1563 – 1636).
Брат е на Хайнрих III Ройс-Бургк (1578 – 1616, убит в Гефел) и Хайнрих IV Ройс-Дьолау (1580 – 1636).
През 1564 г. чрез наследство територията на Ройсите е разделена на господствата Унтерграйц (Ройс стара линия), Оберграйц (Ройс средна линия) и Гера (Ройс млада линия). През 1596 г. господството Шлайц отива допълнително към средната линия.
Хайнрих II Ройс-Хоф-Бургк умира на 63 години на 6 септември 1639 г. в Бургк и е погребан в Шлайц.

## Фамилия
Хайнрих II Ройс-Хоф-Бургк се жени на 21 септември 1609 г. в Бургк за Магдалена фон Путбус (* 21 септември 1590, Вилденбрух; † 12 януари 1665, Бургк, погребана в църквата в Шлайц), дъщеря на Лудвиг I фон Путбус (1549 – 1594) и графиня Анна Мария фон Хонщайн  (1558 – 1595). Те имат девет деца:
- Хайнрих I Ройс, господар на Бургк (* 19 май 1613; † 8 юли 1635 в Грайц)
- Мария София Мария Ройс-Бургк (* 18 юни 1614, Хоф; † 21 май 1690, Айзенберг), омъжена на 2 октомври 1636 г. в Глаухау за фрайхер Йохан Каспар фон Шьонбург-Фордерглаухау (* 27 декември 1594; † 23 януари 1644)
- Хайнрих II Ройс, господар на Бургк (* 5 август 1615 в Хоф; † 8 декември 1631 в Хоф)
- Хайнрих III Ройс, господар на Бургк и Дьолау (* 15 септември 1616 в Хоф; † 7 юни 1640 в Бургк), господар на Бургк и Хоф (1639 – 1640)
- Анна Юдит Ройс (* 12 юли 1618 в Хоф; † 19 април 1629 в Хоф)
- Хайнрих IV Ройс, господар на Бургк (* 28 ноември 1619 в Хоф; † 22 февруари 1620 в Хоф)
- Агнес Магдалена Ройс (* 20 април 1621 в Хоф; † 8 септември 1623 в Хоф)
- Катарина Маргарета Ройс (* 18 юли 1623 в Хоф; † 27 септеммври 1623 в Хоф)
- Елизабет Сибила Ройс (* 15 септември 1627, Хоф; † 9 януари 1703, Бургк), омъжена на 8 януари 1655 г. в Грайц за Хайнрих II Ройс-Унтерграйц (* 8 януари 1634, Грайц; † 5 октомври 1697, Гера)